# HD 21278
HD 21278，又名BD+48 920，SAO 38849、HR 1034，是一颗恒星，视星等为4.98，位于銀經147.52，銀緯-6.19，其B1900.0坐标为赤經3h 20m 56.3s，赤緯+48° -6.19′ 51″。